# Tour de France 2023/7. Etappe
Die 7. Etappe der Tour de France 2023 fand am 7. Juli 2023 statt und führte die 110. Austragung aus den Pyrenäen. Die Strecke startete in Mont-de-Marsan und führte über 169,9 flache Kilometer nach Bordeaux. Nach der Zielankunft hatten die Fahrer insgesamt 1243,7 Kilometer absolviert, was 36,5 % der Gesamtdistanz der Rundfahrt entspricht.
Den Etappensieg sich der Belgier Jasper Philipsen (Alpecin-Deceuninck) in einem Massensprint. Jonas Vingegaard (Jumbo-Visma) verteidigte das Gelbe Trikot.

## Streckenführung
Der neutralisierte Start erfolgte in Mont-de-Marsan auf der Place Joseph Pancaut. Auf den ersten Metern überquerten die Fahrer die Midouze und fuhren in einem Kreis zum Jean Rameau Park. Im Anschluss verließen sie den Startort in Richtung Nordosten. Auf der D53 wurde das Rennen östlich des Militärflugplatz Mont-de-Marsan nach 4,4 Kilometern freigegeben.
Nach dem offiziellen Start folgten die Fahrer der D53, ehe die Fahrtrichtung bei Maillères gen Osten drehte und über Roquefort und Vielle-Soubiran nach Losse führte. Nachdem Maillas passiert worden war, erfolgte etwa zur Hälfte der Renndistanz, nach 88 Kilometern, der Zwischensprint in Grignols. Über Auros gelangten die Fahrer im Anschluss nach Langon, ehe die Strecke entlang der Garonne nach Cadillac führte. Nun verließen die Fahrer das Ufer des Flusses und nahmen mit der Côte de Béguey (84 m) die einzige Bergwertung des Tages in Angriff. Diese war als Anstieg der 4. Kategorie klassifiziert und wies auf einer Länge von 1,2 Kilometern eine durchschnittliche Steigung von 4,4 % auf. Nachdem die Fahrer die Kuppe bei Kilometer 131 erreicht hatten, folgte ein kurzes Plateau, ehe die Strecke nach Capian bei Langoiran wieder das Ufer des Garonne erreichte. Die Fahrer folgten dem Fluss nun stromabwärts, ehe sie kurz nach Bouliac im Zielort Bordeaux einfuhren.
Die Einfahrt nach Bordeaux erfolgte über die D113. Entlang des Nordufers der Garonne führte die Strecke nun vorbei an der Arkéa Arena zur Pont Saint-Jean, über die die Fahrer rund drei Kilometer vor dem Ziel auf das Südufer wechselten. Bei der Auffahrt auf die Brücke mussten innerhalb von wenigen Metern zwei scharfe Rechtskurven durchfahren werden. Die Abfahrt von der Pont Saint-Jean erfolgte über eine langgezogene Rechts-Links-Kombination, nach der die Fahrer auf die Quai Sainte-Croix gelangten. Vorbei am Parc des Sports Saint-Michel führte die Strecke nun auf den letzten 1800 Metern geradeaus Richtung Ziel, wobei bei der Place Bir Hakeim eine kurze Unterführung folgte. Die Ziellinie befand sich neben der Place des Quinconces auf der Quai Louis XVIII. Im Finale wurden mit der Basilika Saint-Michel, sowie dem Porte de Bourgogne, Porte Cailhau und Place de la Bourse zahlreiche Sehenswürdigkeiten von Bordeaux passiert.
|                            | Ort                  | Kilometer | Länge (km) | Höhe (m) | Ø Steigung |
| -------------------------- | -------------------- | --------- | ---------- | -------- | ---------- |
| neutralisierter Start      | Mont-de-Marsan       | −4,4      |            |          |            |
| offizieller Start          | Mont-de-Marsan (D53) | 0         |            |          |            |
| Zwischensprint             | Grignols             | 88        |            |          |            |
| Bergwertung (4. Kategorie) | Côte de Béguey       | 131       | 1,2        | 84       | 4,4 %      |
| Ziel                       | Bordeaux             | 169,9     |            |          |            |

## Rennverlauf
Unmittelbar nach dem Start setzten sich mit Mathieu Burgaudeau (TotalEnergies), Nélson Oliveira (Movistar), Simon Guglielmi (Arkéa-Samsic) und Jonas Abrahamsen (Uno-X) vier Fahrer vom Hauptfeld ab. Nach nur wenigen Kilometern ließen sich jedoch drei der vier Ausreißer wieder einholen und mit Simon Guglielmi verblieb nur ein Fahrer an der Spitze des Rennens. Er fuhr einen maximalen Vorsprung von über sieben Minuten heraus, ehe das Team Lotto Dstny die Führungsarbeit im Peloton übernahm. Simon Guglielmi erreichte den Zwischensprint mit einem Vorsprung von rund einer Minute, ehe sich Biniam Girmay (Intermarché-Circus-Wanty) die weiteren Punkte vor Jasper Philipsen (Alpecin-Deceuninck) und Bryan Coquard (Cofidis) sicherte. Kurz darauf lösten sich mit Nans Peters (AG2R Citroën) und Pierre Latour (TotalEnergies) zwei Fahrer vom Hauptfeld, die rund 75 Kilometer vor dem Ziel zu dem Spitzenreiter aufschlossen. Im Anstieg zur einzigen Bergwertung des Tages fiel Simon Guglielmi zurück, ehe sich Pierre Latour die Punkte im Kampf um die Sonderwertung sicherte.
Fünf Kilometer vor dem Ziel wurde mit Pierre Latour der letzte Ausreißer gestellt und die Sprinter-Teams kämpften um die besten Positionen im Fahrerfeld. Einmal mehr eröffnete Mathieu van der Poel (Alpecin-Deceuninck) den Sprint für seinen Teamkollegen Jasper Philipsen. Diesmal verzögerte er jedoch kurz, wodurch Mark Cavendish (Astana Qazaqstan) auf der rechten Seite vorbeifuhr. Der Brite hatte bereits den Zielstrich vor Augen, als er auf den letzten Metern aufgrund eines technischen Defekts von Jasper Philipsen überholt wurde. Platz drei ging an Biniam Girmay.
In der Gesamtwertung kam es zu keinen nennenswerten Veränderungen. Jasper Philipsen baute seinen Vorsprung in der Punktewertung weiter aus und liegt nun bereits 88 Punkte vor dem zweitplatzierten Bryan Coquard. Neilson Powless (EF Education-EasyPost) verteidigte die Bergwertung und Tadej Pogačar führt weiterhin die Nachwuchswertung an. In der Mannschaftswertung liegt weiterhin das Team Jumbo-Visma an der Spitze. Alle 172 Starter erreichten das Ziel, wobei Simon Guglielmi zum kämpferischsten Fahrer gewählt wurde.

## Ergebnis
| \| Etappenergebnis \| Etappenergebnis \| Etappenergebnis \| Etappenergebnis \| Etappenergebnis \| \| Fahrer \| Fahrer \| Land \| Team \| Zeit \| \| --------------- \| ------------------ \| ---------------------- \| ------------------------ \| --------------- \| \| 1. \| Jasper Philipsen \| Belgien \| Alpecin-Deceuninck \| 3 h 46 min 28 s \| \| 2. \| Mark Cavendish \| Vereinigtes Königreich \| Astana Qazaqstan Team \| + 0 s \| \| 3. \| Biniam Girmay \| Eritrea \| Intermarché-Circus-Wanty \| + 0 s \| \| 4. \| Luca Mozzato \| Italien \| Arkéa-Samsic \| + 0 s \| \| 5. \| Dylan Groenewegen \| Niederlande \| Team Jayco AlUla \| + 0 s \| \| 6. \| Jordi Meeus \| Belgien \| Bora-Hansgrohe \| + 0 s \| \| 7. \| Phil Bauhaus \| Deutschland \| Bahrain Victorious \| + 0 s \| \| 8. \| Bryan Coquard \| Frankreich \| Cofidis \| + 0 s \| \| 9. \| Alexander Kristoff \| Norwegen \| Uno-X Pro Cycling Team \| + 0 s \| \| 10. \| Mads Pedersen \| Dänemark \| Lidl-Trek \| + 0 s \| |                    |                        |                          |                 |
| |                    |                        |                          |                 |
| Quelle: ProCyclingStats |                    |                        |                          |                 |
| Etappenergebnis |                    |                        |                          |                 |
| Fahrer | Fahrer             | Land                   | Team                     | Zeit            |
| 1. | Jasper Philipsen   | Belgien                | Alpecin-Deceuninck       | 3 h 46 min 28 s |
| 2. | Mark Cavendish     | Vereinigtes Königreich | Astana Qazaqstan Team    | + 0 s           |
| 3. | Biniam Girmay      | Eritrea                | Intermarché-Circus-Wanty | + 0 s           |
| 4. | Luca Mozzato       | Italien                | Arkéa-Samsic             | + 0 s           |
| 5. | Dylan Groenewegen  | Niederlande            | Team Jayco AlUla         | + 0 s           |
| 6. | Jordi Meeus        | Belgien                | Bora-Hansgrohe           | + 0 s           |
| 7. | Phil Bauhaus       | Deutschland            | Bahrain Victorious       | + 0 s           |
| 8. | Bryan Coquard      | Frankreich             | Cofidis                  | + 0 s           |
| 9. | Alexander Kristoff | Norwegen               | Uno-X Pro Cycling Team   | + 0 s           |
| 10. | Mads Pedersen      | Dänemark               | Lidl-Trek                | + 0 s           |

## Gesamtstände
| \| Gesamtwertung \| Gesamtwertung \| Gesamtwertung \| Gesamtwertung \| Gesamtwertung \| \| Fahrer \| Fahrer \| Land \| Team \| Zeit \| \| ------------- \| ---------------- \| ---------------------- \| ------------------ \| ---------------- \| \| 1. \| Jonas Vingegaard \| Dänemark \| Jumbo-Visma \| 29 h 57 min 12 s \| \| 2. \| Tadej Pogačar \| Slowenien \| UAE Team Emirates \| + 25 s \| \| 3. \| Jai Hindley \| Australien \| Bora-Hansgrohe \| + 1 min 34 s \| \| 4. \| Simon Yates \| Vereinigtes Königreich \| Team Jayco AlUla \| + 3 min 14 s \| \| 5. \| Carlos Rodríguez \| Spanien \| Ineos Grenadiers \| + 3 min 30 s \| \| 6. \| Adam Yates \| Vereinigtes Königreich \| UAE Team Emirates \| + 3 min 40 s \| \| 7. \| David Gaudu \| Frankreich \| Groupama-FDJ \| + 4 min 03 s \| \| 8. \| Romain Bardet \| Frankreich \| Team DSM-Firmenich \| + 4 min 43 s \| \| 9. \| Thomas Pidcock \| Vereinigtes Königreich \| Ineos Grenadiers \| + 4 min 43 s \| \| 10. \| Sepp Kuss \| Vereinigte Staaten \| Jumbo-Visma \| + 5 min 28 s \| |                  |                        |                    |                  |
| |                  |                        |                    |                  |
| Quelle: ProCyclingStats |                  |                        |                    |                  |
| Gesamtwertung |                  |                        |                    |                  |
| Fahrer | Fahrer           | Land                   | Team               | Zeit             |
| 1. | Jonas Vingegaard | Dänemark               | Jumbo-Visma        | 29 h 57 min 12 s |
| 2. | Tadej Pogačar    | Slowenien              | UAE Team Emirates  | + 25 s           |
| 3. | Jai Hindley      | Australien             | Bora-Hansgrohe     | + 1 min 34 s     |
| 4. | Simon Yates      | Vereinigtes Königreich | Team Jayco AlUla   | + 3 min 14 s     |
| 5. | Carlos Rodríguez | Spanien                | Ineos Grenadiers   | + 3 min 30 s     |
| 6. | Adam Yates       | Vereinigtes Königreich | UAE Team Emirates  | + 3 min 40 s     |
| 7. | David Gaudu      | Frankreich             | Groupama-FDJ       | + 4 min 03 s     |
| 8. | Romain Bardet    | Frankreich             | Team DSM-Firmenich | + 4 min 43 s     |
| 9. | Thomas Pidcock   | Vereinigtes Königreich | Ineos Grenadiers   | + 4 min 43 s     |
| 10. | Sepp Kuss        | Vereinigte Staaten     | Jumbo-Visma        | + 5 min 28 s     |

| Punktewertung | Punktewertung    | Punktewertung          | Punktewertung            | Punktewertung |
| Fahrer        | Fahrer           | Land                   | Team                     | Punkte        |
| ------------- | ---------------- | ---------------------- | ------------------------ | ------------- |
| 1.            | Jasper Philipsen | Belgien                | Alpecin-Deceuninck       | 215 P.        |
| 2.            | Bryan Coquard    | Frankreich             | Cofidis                  | 127 P.        |
| 3.            | Mark Cavendish   | Vereinigtes Königreich | Astana Qazaqstan Team    | 99 P.         |
| 4.            | Mads Pedersen    | Dänemark               | Lidl-Trek                | 93 P.         |
| 5.            | Wout van Aert    | Belgien                | Jumbo-Visma              | 92 P.         |
| 6.            | Victor Lafay     | Frankreich             | Cofidis                  | 80 P.         |
| 7.            | Tadej Pogačar    | Slowenien              | UAE Team Emirates        | 74 P.         |
| 8.            | Caleb Ewan       | Australien             | Lotto Dstny              | 73 P.         |
| 9.            | Biniam Girmay    | Eritrea                | Intermarché-Circus-Wanty | 71 P.         |
| 10.           | Jordi Meeus      | Belgien                | Bora-Hansgrohe           | 69 P.         |

| Bergwertung | Bergwertung                | Bergwertung        | Bergwertung            | Bergwertung |
| Fahrer      | Fahrer                     | Land               | Team                   | Punkte      |
| ----------- | -------------------------- | ------------------ | ---------------------- | ----------- |
| 1.          | Neilson Powless            | Vereinigte Staaten | EF Education-EasyPost  | 36 P.       |
| 2.          | Felix Gall                 | Österreich         | AG2R Citroën Team      | 28 P.       |
| 3.          | Tobias Halland Johannessen | Norwegen           | Uno-X Pro Cycling Team | 26 P.       |
| 4.          | Ruben Guerreiro            | Portugal           | Movistar Team          | 22 P.       |
| 5.          | Tadej Pogačar              | Slowenien          | UAE Team Emirates      | 19 P.       |
| 6.          | Jai Hindley                | Australien         | Bora-Hansgrohe         | 19 P.       |
| 7.          | Giulio Ciccone             | Italien            | Lidl-Trek              | 19 P.       |
| 8.          | Jonas Vingegaard           | Dänemark           | Jumbo-Visma            | 18 P.       |
| 9.          | Wout van Aert              | Belgien            | Jumbo-Visma            | 15 P.       |
| 10.         | Daniel Felipe Martínez     | Kolumbien          | Ineos Grenadiers       | 15 P.       |

| Nachwuchswertung | Nachwuchswertung           | Nachwuchswertung       | Nachwuchswertung       | Nachwuchswertung |
| Fahrer           | Fahrer                     | Land                   | Team                   | Zeit             |
| ---------------- | -------------------------- | ---------------------- | ---------------------- | ---------------- |
| 1.               | Tadej Pogačar              | Slowenien              | UAE Team Emirates      | 29 h 57 min 37 s |
| 2.               | Carlos Rodríguez           | Spanien                | Ineos Grenadiers       | + 3 min 05 s     |
| 3.               | Thomas Pidcock             | Vereinigtes Königreich | Ineos Grenadiers       | + 4 min 18 s     |
| 4.               | Felix Gall                 | Österreich             | AG2R Citroën Team      | + 7 min 54 s     |
| 5.               | Mattias Skjelmose          | Dänemark               | Lidl-Trek              | + 8 min 22 s     |
| 6.               | Tobias Halland Johannessen | Norwegen               | Uno-X Pro Cycling Team | + 23 min 56 s    |
| 7.               | Clément Champoussin        | Frankreich             | Arkéa-Samsic           | + 41 min 12 s    |
| 8.               | Matthew Dinham             | Australien             | Team DSM-Firmenich     | + 41 min 15 s    |
| 9.               | Matis Louvel               | Frankreich             | Arkéa-Samsic           | + 44 min 45 s    |
| 10.              | Mathieu Burgaudeau         | Frankreich             | TotalEnergies          | + 44 min 47 s    |

| Mannschaftswertung | Mannschaftswertung | Mannschaftswertung           | Mannschaftswertung |
| Team               | Team               | Land                         | Zeit               |
| ------------------ | ------------------ | ---------------------------- | ------------------ |
| 1.                 | Jumbo-Visma        | Niederlande                  | 90 h 02 min 45 s   |
| 2.                 | Ineos Grenadiers   | Vereinigtes Königreich       | + 1 min 50 s       |
| 3.                 | Bahrain Victorious | Bahrain                      | + 10 min 09 s      |
| 4.                 | UAE Team Emirates  | Vereinigte Arabische Emirate | + 11 min 02 s      |
| 5.                 | Groupama-FDJ       | Frankreich                   | + 15 min 26 s      |
| 6.                 | AG2R Citroën Team  | Frankreich                   | + 18 min 52 s      |
| 7.                 | Bora-Hansgrohe     | Deutschland                  | + 26 min 08 s      |
| 8.                 | Lidl-Trek          | Vereinigte Staaten           | + 36 min 07 s      |
| 9.                 | Movistar Team      | Spanien                      | + 47 min 45 s      |
| 10.                | Team Jayco AlUla   | Australien                   | + 1 h 04 min 59 s  |